# Fernando Mac Dowell
Fernando Luiz Cumplido Mac Dowell da Costa (Rio de Janeiro, 7 de julho de 1945 — Rio de Janeiro, 20 de maio de 2018) foi um engenheiro e político brasileiro. Trabalhou em diversos governos no Brasil, de diversas matizes do espectro político, sempre defendendo a realização de grandes intervenções no Urbanismo do Rio de Janeiro. Foi um dos grandes críticos do sistema de transportes do Rio de Janeiro durante o governo de Sérgio Cabral. Foi vice-prefeito do Rio de Janeiro.

## Biografia
Fernando Mac Dowell foi criado em Copacabana. Trabalhou no GEIPOT, empresa de transportes criada, em 1965, pelo governo militar. Formou-se em engenharia na Universidade do Estado do Rio de Janeiro (UERJ), em 1969, passando logo em seguida à condição de professor na mesma universidade. Na década de 1980, foi diretor do Metrô do Rio de Janeiro, quando a linha 1 começava a funcionar, durante o mandato de Chagas Freitas como governador do Estado. Foi presidente da Emop durante o governo de Moreira Franco, e esteve cogitado a ser candidato à sua sucessão, mas afirmou ter rompido com este último devido ao fato do governo ter tentado inaugurar o viaduto do Joá sem que ele estivesse em condições.
Participou ainda do segundo governo de Leonel Brizola, de 1991 a 1994, sendo ardoroso defensor do sistema metroviário. Também participou da construção da Linha Vermelha. Reconhecido como um dos maiores especialistas da área no país, fazia diversas críticas aos sistemas metroviários do Brasil, chegando a afirmar, em 2009, que "metrô mesmo, no Brasil, só existe em São Paulo, Rio e Distrito Federal". Também fez diversas críticas às obras de expansão do metrô realizadas durante o governo de Sérgio Cabral. Em 2015, visitou estações fantasma, que afirmou já estarem prontas desde a década de 1980, mas que nunca foram inauguradas.
Filiou-se na década de 2010 ao Partido da República, sendo eleito vice-prefeito do Rio de Janeiro nas eleições 2016, na chapa de Marcelo Crivella. Por um ano atuou também como secretário municipal de transportes da cidade. 
Faleceu em 20 de maio de 2018, vítima de um infarto, aos 72 anos. O prefeito do Rio de Janeiro decretou luto oficial de três dias por sua morte. O velório ocorreu no Palácio da Cidade em Botafogo, no Rio de Janeiro, o enterro do Vice-Prefeito aconteceu no Cemitério São João Batista, também em Botafogo. onde estava internado desde a semana anterior no Hospital Vitória, deixou 4 filhos.
Em sua homenagem, o nome oficial de uma importante via carioca, a autoestrada Lagoa-Barra, foi alterado para autoestrada Engenheiro Fernando Mac Dowell.